# Ochota

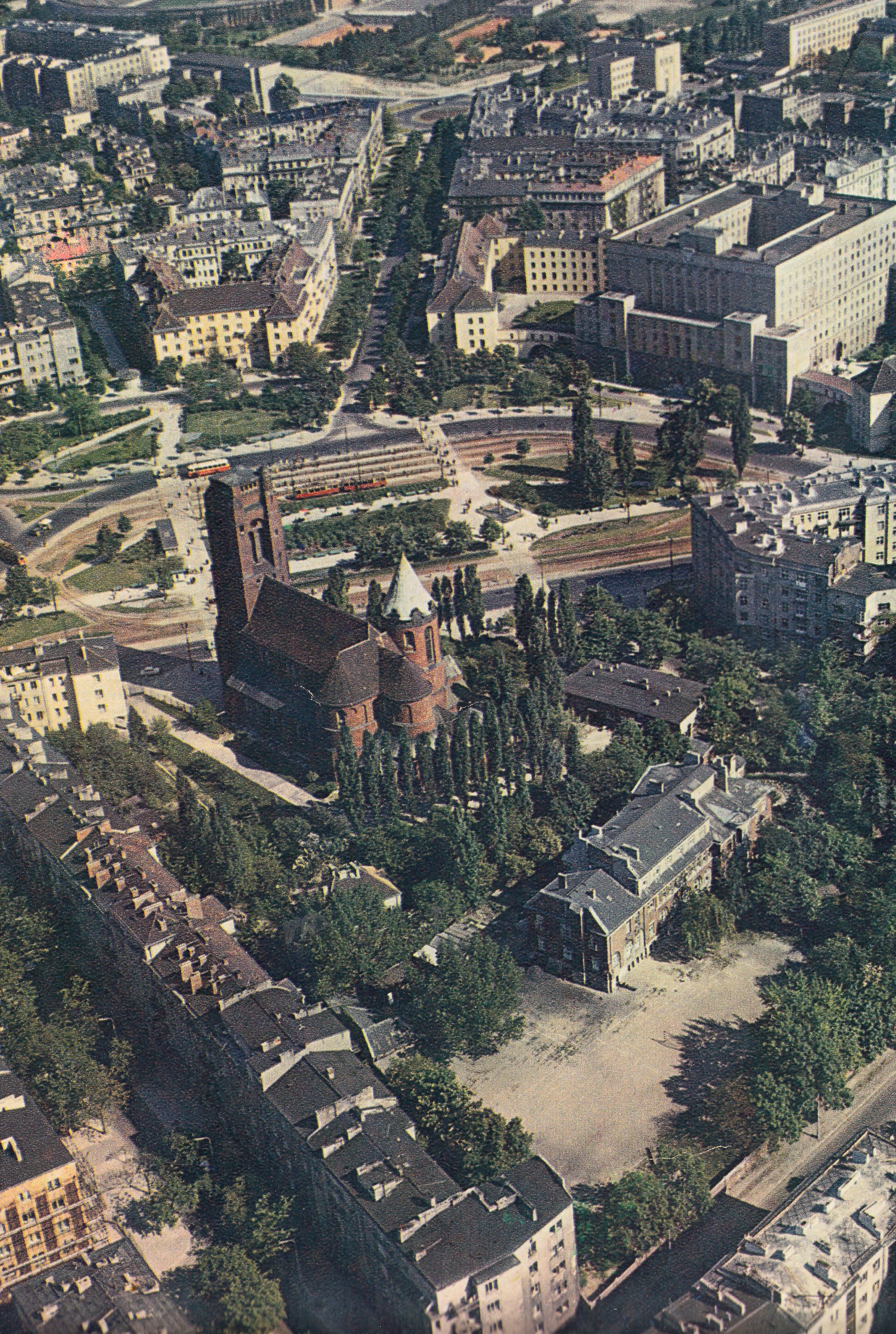
Ochota w latach 60. XX wieku

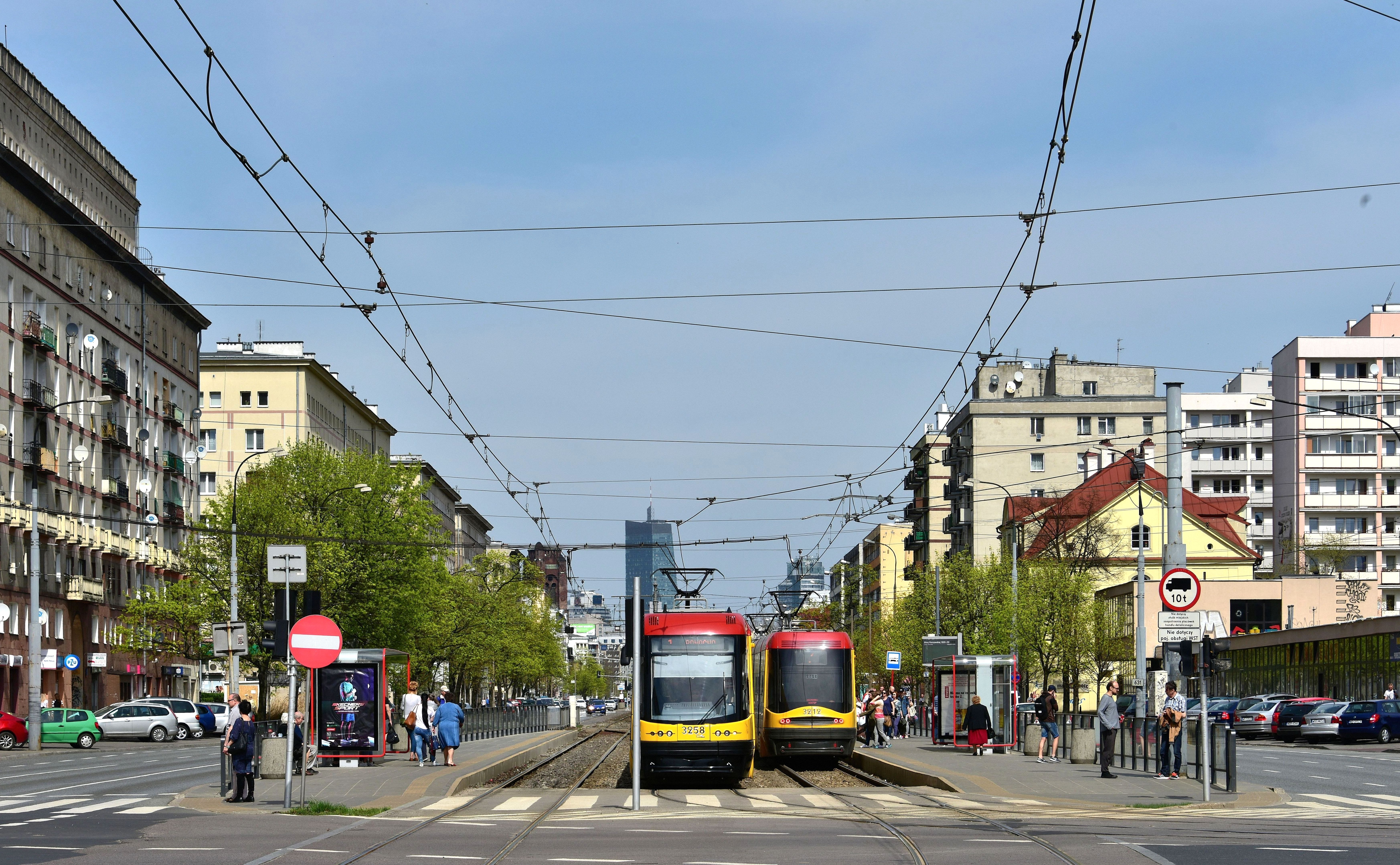
Ulica Grójecka, główna ulica Ochoty

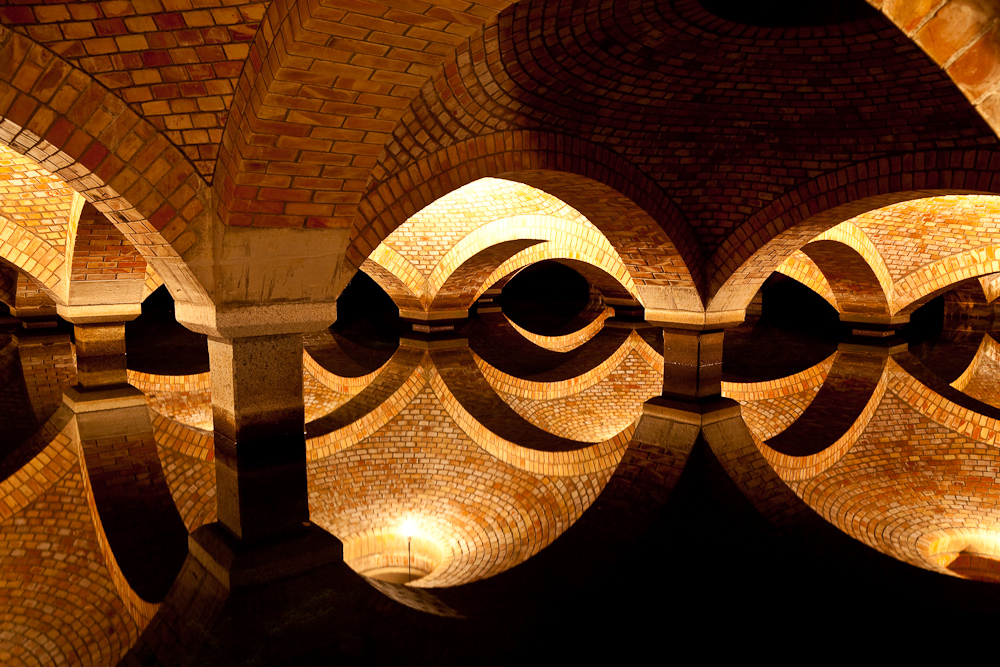
Zespół Stacji Filtrów, hala filtrów powolnych

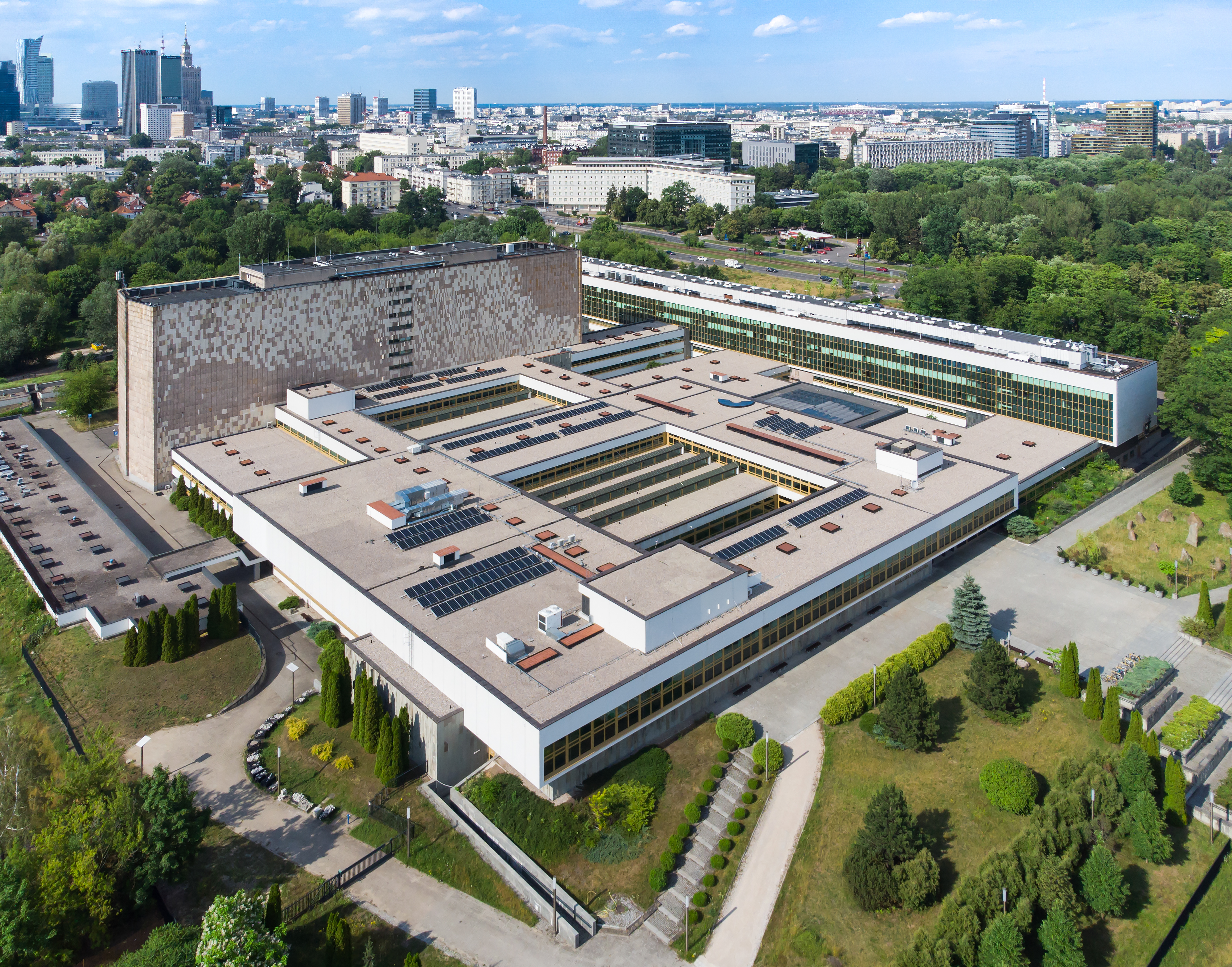
Biblioteka Narodowa

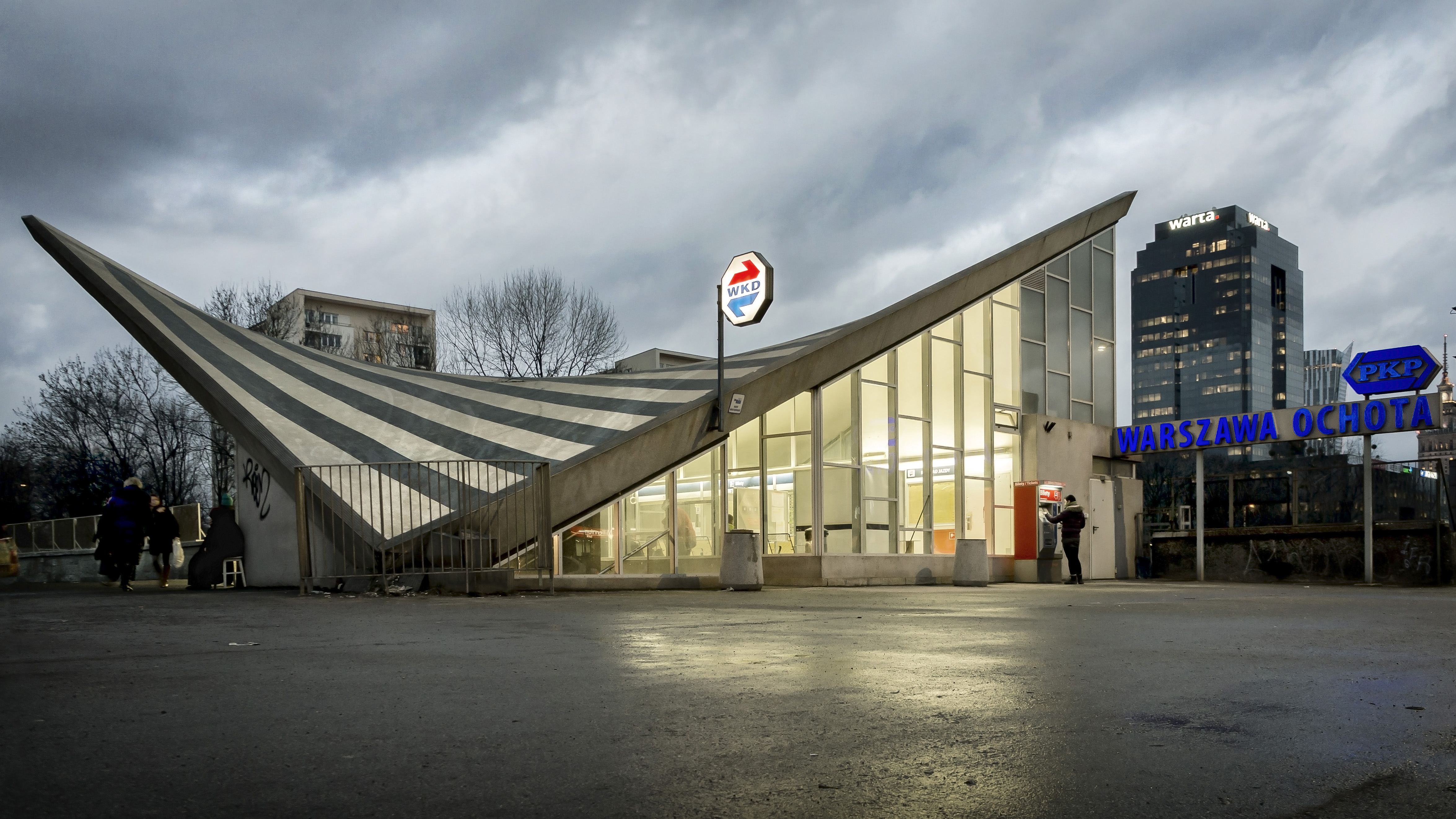
Przystanek Warszawa Ochota

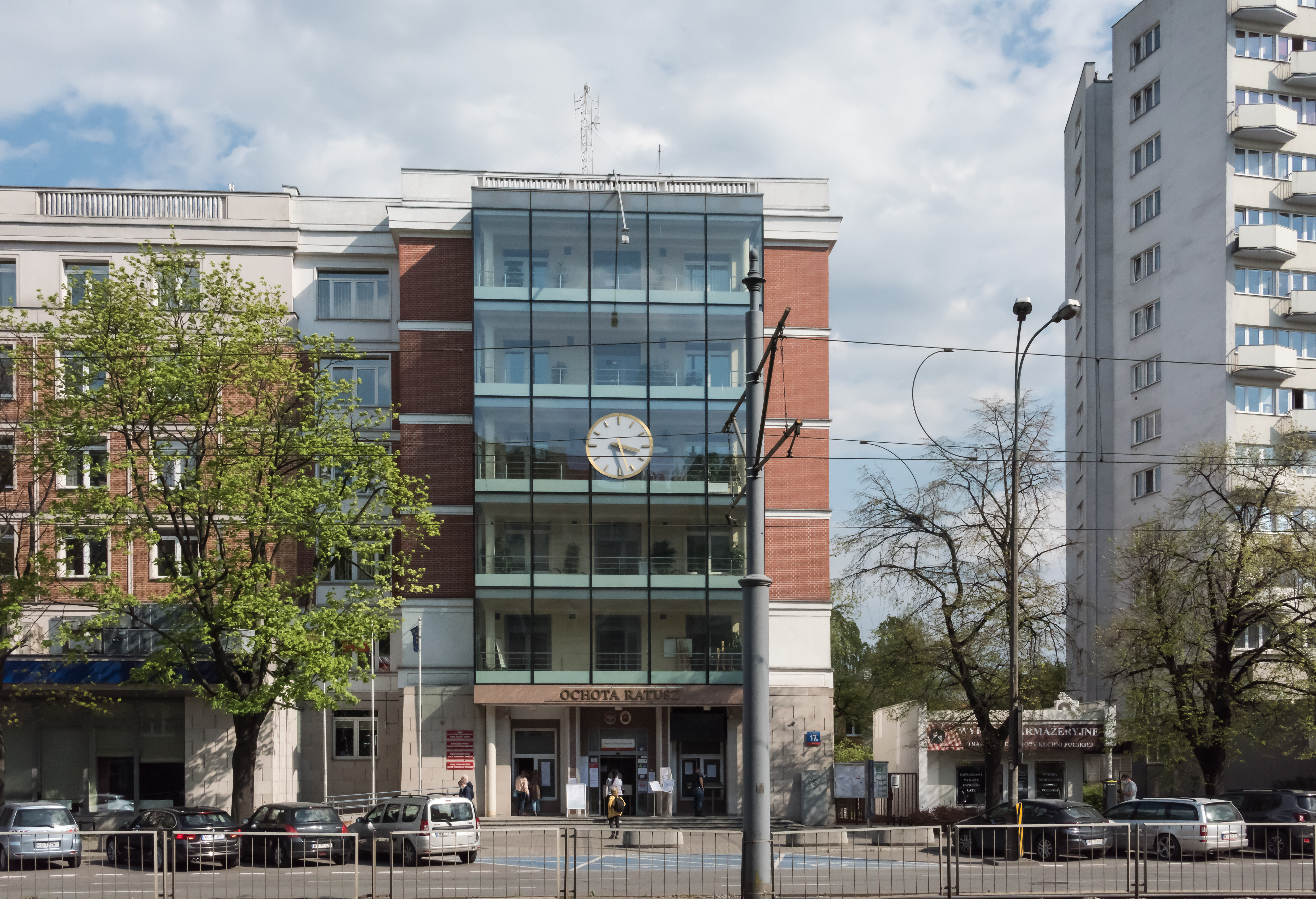
Ratusz Urzędu Dzielnicy Ochota przy ul. Grójeckiej 17a

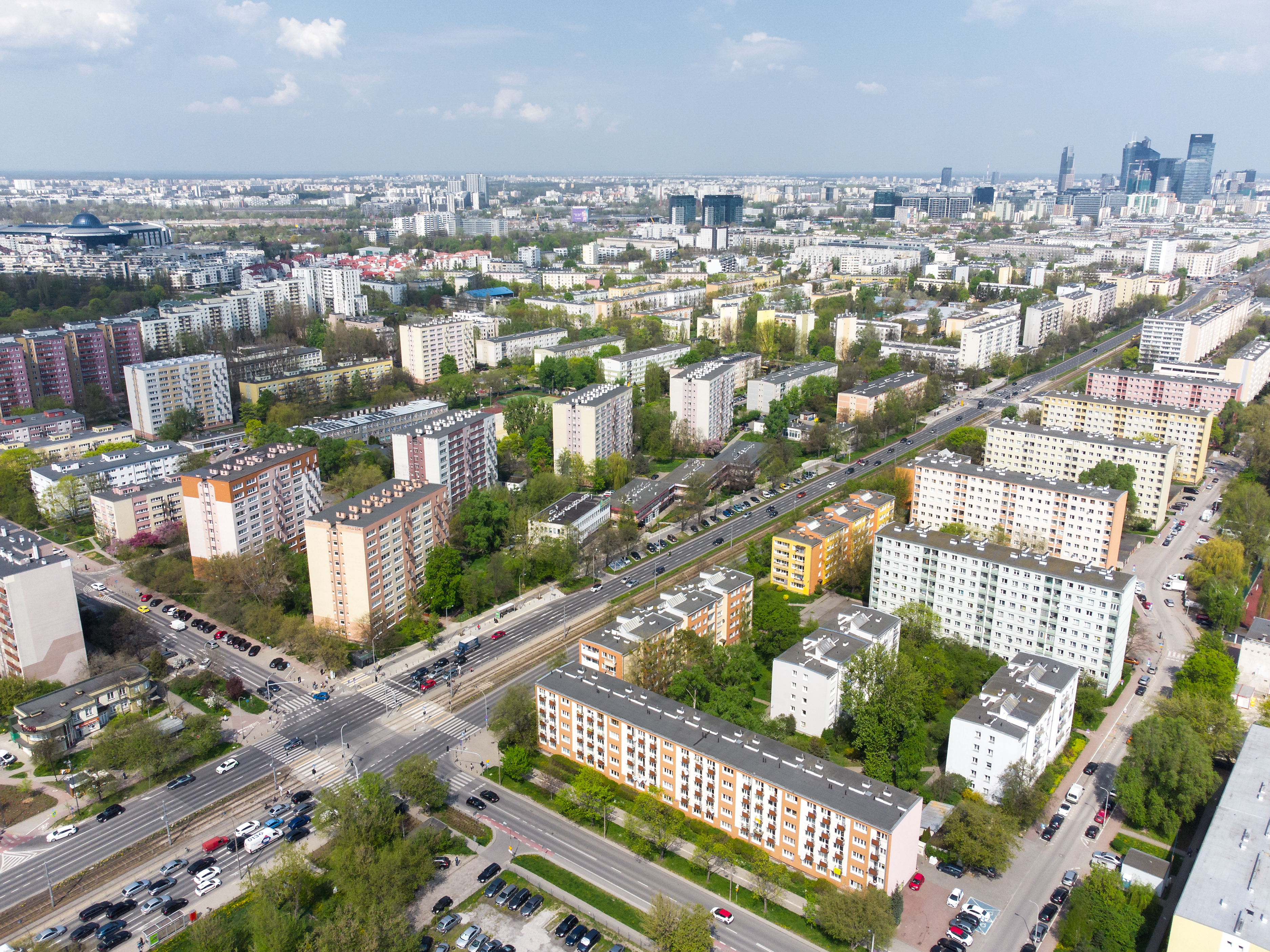
Osiedle Szosa Krakowska

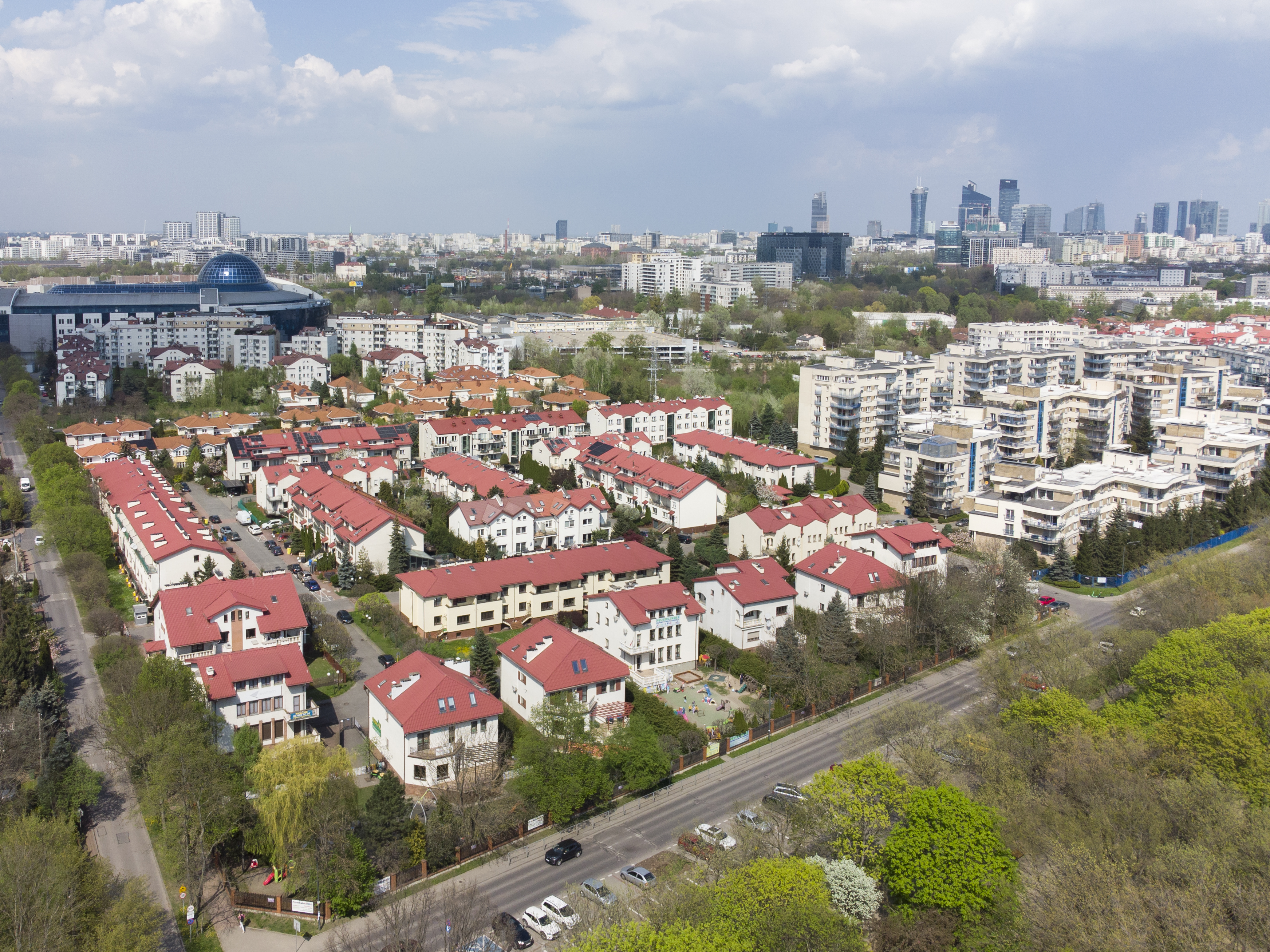
Osiedle Przy Parku

Ochota – dzielnica Warszawy położona w lewobrzeżnej części miasta. Jest jedną z 18 jednostek pomocniczych m.st. Warszawy.

## Nazwa
Nazwa dzielnicy pochodzi od karczmy „Ochota” wzniesionej po 1831 r. u zbiegu ulic Grójeckiej i Kaliskiej.

## Położenie
Granice Ochoty stanowią:
- ul. Chałubińskiego i al. Niepodległości (ze Śródmieściem),
- ul. Batorego, ul. Żwirki i Wigury i południowa część Pola Mokotowskiego (z Mokotowem),
- linia kolejowa Warszawa-Radom (z Włochami),
- linia kolejowa Warszawa-Pruszków (z Wolą).

Jej geometryczny środek stanowi skrzyżowanie ulic Bitwy Warszawskiej 1920 r. oraz Białobrzeskiej.

## Podział
Podział według TERYT
W systemie TERYT Ochota ma status dzielnicy, w skład której wchodzą następujące części miasta:
- Ochota,
- Rakowiec,
- Szczęśliwice.

Podział według MSI
Miejski System Informacji wyróżnia następujące obszary:
- Stara Ochota,
- Filtry,
- Rakowiec,
- Szczęśliwice.

## Rada iZarząd Dzielnicy
Rada Dzielnicy m.st. Warszawy jest organem kontrolnym i stanowiącym dzielnicy (jednostki pomocniczej m.st. Warszawy) w przeciwieństwie do Zarządu Dzielnicy, który jest organem wykonawczym (art. 6 ustawy z dnia 15 marca 2002 r. o ustroju miasta stołecznego Warszawy).
Rada Dzielnicy pracuje na sesjach (min. raz na trzy miesiące) zgodnie ze statutem nadanym przez Radę m.st. Warszawy. Pracami podczas sesji kieruje przewodniczący (wybrany w głosowaniu tajnym przez radę), a jeśli jest nieobecny jeden z wiceprzewodniczących (maksymalnie trzech). W sytuacjach nieobecności osób z prezydium lub do czasu ich wyboru, obrady prowadzi najstarszy wiekiem radny obecny na sali, który wyraził na to zgodę.
Prezydium Rady Dzielnicy Ochota m.st. Warszawy (od 3 czerwca 2024 r.):
- Przewodnicząca: Sylwia Mróz[13] (Koalicja Obywatelska),
- Wiceprzewodnicząca: Magdalena Nowakowska[14] (Wspólne Jutro i Miasto Jest Nasze).

Zarząd Dzielnicy Ochota m.st. Warszawy liczy 3 członków (art. 10 ust. 1 ustawy z dnia 15 marca 2002 r. o ustroju miasta stołecznego Warszawy) i jest wybierany przez Radę Dzielnicy w głosowaniu tajnym (burmistrz – bezwzględną większością głosów, a zastępcy na wniosek burmistrza – zwykłą większością głosów).
Zarząd Dzielnicy Ochota m.st. Warszawy (od 3 czerwca 2024 r.):
- Burmistrz: Piotr Krasnodębski[15] (Koalicja Obywatelska),
- Zastępczyni Burmistrza: Justyna Glusman[16] (Ochocianie),
- Zastępca Burmistrza: Sławomir Cygler[16] (Razem).

| Ugrupowanie                           | Kadencja 2002–2006 | Kadencja 2006–2010 | Kadencja 2010–2014 | Kadencja 2014–2018   | Kadencja 2018–2024 | Kadencja 2024–2029 |
| ------------------------------------- | ------------------ | ------------------ | ------------------ | -------------------- | ------------------ | ------------------ |
| Koalicja Obywatelska (do 2018 r. PO)  | 3                  | 10                 | 9                  | 8                    | 10                 | 9                  |
| Prawo i Sprawiedliwość                | 8                  | 7                  | 5                  | 7                    | 6                  | 5                  |
| Zawsze z Ochotą                       | –                  | –                  | –                  | –                    | 4                  | 4                  |
| Nowa Lewica/ Razem/ Miasto jest nasze | –                  | –                  | –                  | –                    | –                  | 3                  |
| Ochocianie                            | –                  | –                  | 1                  | 2                    | 3                  | 2 (z PL2050)       |
| Sojusz Lewicy Demokratycznej          | 9 (SLD-UP)         | 6 (LiD)            | 4                  | 3 (SLD Lewica Razem) | –                  | –                  |
| Ochocka Wspólnota Samorządowa         | –                  | –                  | 4                  | 3                    | –                  | –                  |
| Liga Polskich Rodzin                  | 3                  | –                  | –                  | –                    | –                  | –                  |

## Historia
Pierwsze pisemne wzmianki o terenie, na którym leży dzisiejsza Ochota, pochodzą z 1238 r.
Przez długi czas Ochota wchodziła w obręb królewskiej wsi Wielka Wola. Zaczęła się szybko rozwijać ze względu na przechodzenie przez jej teren wielu ważnych dróg. Były to:
- Droga Królewska (m.in. dzisiejsze ulice Nowowiejska i Niemcewicza) od 1768,
- Szosa Krakowska (dzisiejsza ulica Grójecka) od 1817 r.,
- Nowa Droga Jerozolimska (dzisiejsze Aleje Jerozolimskie) od 1817 r.,
- Kolej Warszawsko-Wiedeńska budowana w latach 1840–1848 r.

Do rozwoju dzielnicy w XIX wieku przyczyniło się też uruchomienie Stacji Filtrów w 1886 r. i Szpitala Dzieciątka Jezus w 1901 r..
W okresie międzywojennym na Ochocie powstało wiele budynków mieszkalnych (m.in. kolonie Staszica i Lubeckiego), a także nowoczesne budynki użyteczności publicznej (m.in. Dom Studencki „Akademik” i gmach Dyrekcji Naczelnej Lasów Państwowych).
W sierpniu 1944 roku, w czasie powstania warszawskiego, na Ochocie doszło do masakry ludności cywilnej znanej jako pacyfikacja Ochoty.
W czasie II wojny światowej 66% budynków znajdujących się na terenie dzielnicy zostało całkowicie lub w znacznym stopniu zniszczonych, a kolejne 17% zostało uszkodzonych. Dzielnica straciła ok. 83% zasobów mieszkaniowych.
11 kwietnia 1945 roku na Ochocie uruchomiono pierwszą po wojnie w Warszawie regularną linię komunikacji miejskiej obsługiwaną przez ciężarówki i łączącą plac Narutowicza i ul. Targową na Pradze. We wrześniu tego samego roku została uruchomiona pierwsza po lewej stronie miasta linia tramwajowa pomiędzy Okęciem a placem Starynkiewicza. W maju 1945 roku na Ochocie mieszkało ok. 11 tys. osób, w 1946 roku − ok. 59 tys. osób.
Dzielnica Ochota została utworzona w 1951 poprzez wydzielenie części terenów dzielnicy Warszawa Zachodnia i włączenie przyłączonych w tym czasie do Warszawy Włoch i Okęcia. W latach 1952 i 1957 nastąpiły drobne korekty granic dzielnicy, a w 1960 jej obszar rozszerzono w kierunku wschodnim do ul. Chałubińskiego i al. Niepodległości. W 1977 r. do Ochoty przyłączono Ursus
W okresie PRL-u na Ochocie powstało wiele nowych budynków mieszkalnych i usługowych, a także nastąpił rozwój przemysłu, reprezentowanego przez takie przedsiębiorstwa jak Era (przemysł elektroniczny), Warszawska Fabryka Obrabiarek (obrabiarki), Meratronika (urządzenia pomiarowe), Hydomat (przemysł mechaniczny) czy WSK-Okęcie (przemysł lotniczy). W 1980 r. otwarto Dworzec Zachodni PKS, który przejął funkcje trzech dworców znajdujących się przy ulicach: Żytniej, Leszno i Banacha.
12 kwietnia 1982 z dachu bloku przy ul. Grójeckiej 19/25 nadano pierwszą audycję Radia „Solidarność”.
Przez większość okresu PRL i kilka lat po przemianach Ochota mając status dzielnicy lub gminy obejmowała całą południowo-zachodnią część Warszawy. W kolejnych rozszerzeniach granic miasta włączano do niej Włochy, Ursus, Okęcie i inne osiedla (tzw. Daleka Ochota). Do Ochoty zaliczono również niektóre fragmenty miasta tradycyjnie związane ze Śródmieściem. W latach 1990–1994 dzielnica ta miała status gminy (gmina Warszawa-Ochota), z której w roku 1993 wyłączono Ursus. Obecne granice Ochoty ustalono w 1994, gdy stała się ona dzielnicą wchodzącą w skład ówczesnej gminy Warszawa-Centrum.
Na zmianę charakteru dzielnicy po 2000 wpłynęło powstanie Kampusu Ochota, grupującego na znacznym obszarze wiele instytucji naukowych i akademickich oraz kompleks Ochota Office Park, gdzie zbudowano nowoczesne biurowce.

## Edukacja i oświata

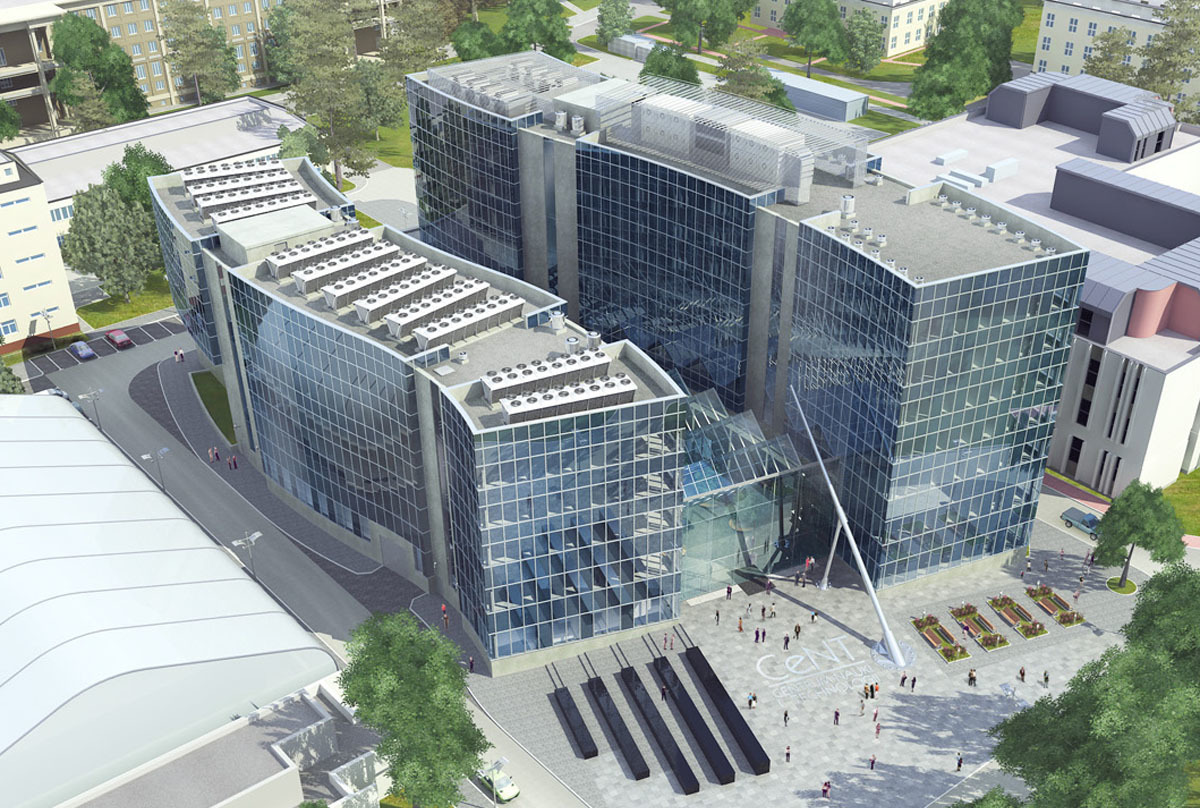
Kampus Ochota, Centrum Nowych Technologii przy ul. Banacha 2c

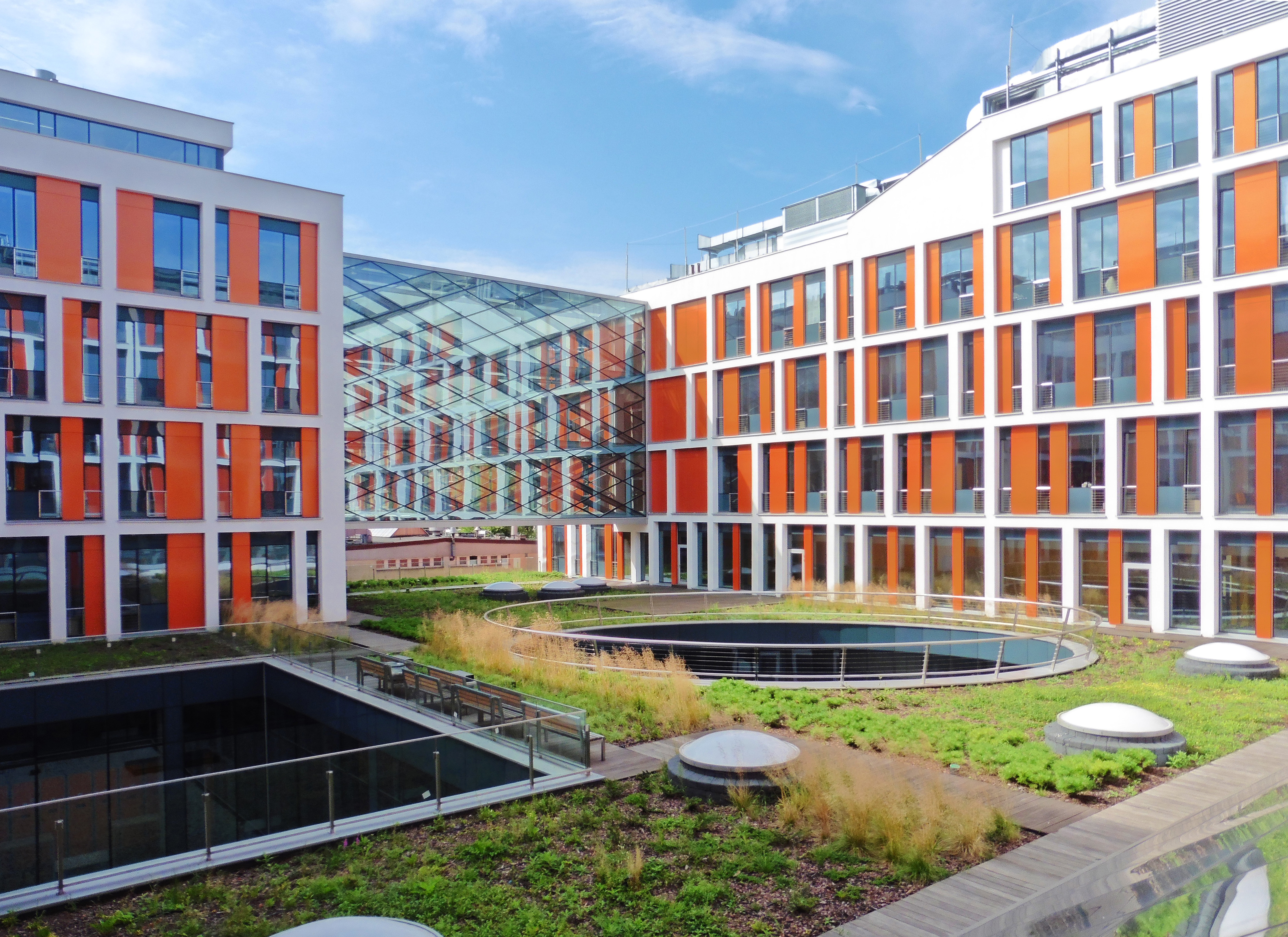
Budynki Wydziału Fizyki przy ul. Pasteura 5

Na terenie dzielnicy znajduje się m.in. 8 szkół podstawowych, 6 liceów ogólnokształcących i 5 zespołów szkół. Działają także placówki działalności pozaszkolnej, jak młodzieżowy dom kultury, międzyszkolny ośrodek sportowy czy ogród jordanowski. Prowadzone są także środowiskowe ogniska wychowawcze TPD oraz ośrodek wychowawczy księży orionistów.
Na Ochocie mieszczą się siedziby i budynki kilkunastu wydziałów uczelni wyższych, a także rektoraty Warszawskiego Uniwersytetu Medycznego (WUM), Wyższej Szkoły Ekologii i Zarządzania, Akademii Pedagogiki Specjalnej im. Marii Grzegorzewskiej, Polsko-Japońskiej Akademii Technik Komputerowych i Wyższej Szkoły Pedagogicznej im. Janusza Korczaka w Warszawie. Znajduje się tam również siedziba Krajowej Szkoły Administracji Publicznej.
Niektóre budynki znajdują się na obszarze Kampusu Ochota, którego trzon stanowią wydziały lub instytuty matematyczno-przyrodnicze Uniwersytetu Warszawskiego oraz Polskiej Akademii Nauk. Budynki WUM są skupione na Kampusie Banacha. Skupienie jednostek naukowo-badawczych jest rozwinięciem międzywojennych koncepcji miasteczka akademickiego.
Z lat 20. i 30. XX w. pochodzą kompleks domów studenckich Politechniki Warszawskiej przy placu Narutowicza, oraz gmachy Wolnej Wszechnicy czy Instytutu Radowego. Następne budowle powstawały w latach późniejszych, a najnowsze inwestycje np. kompleks Centrum Nowych Technologii UW powstają od 2010. Niektóre budynki były przejmowane przez kolejne uczelnie, np. gmach Wolnej Wszechnicy był po II wojnie światowej siedzibą Akademii Sztabu Generalnego, a po rozbudowie Wojskowej Akademii Politycznej, następnie zaś kilku jednostek Uniwersytetu Warszawskiego (głównie Wydziału Matematyki, Informatyki i Mechaniki).

## Zabytki
- Kolonia Lubeckiego
- Kolonia Staszica
- Zespół Stacji Filtrów
- Zieleniec Wielkopolski

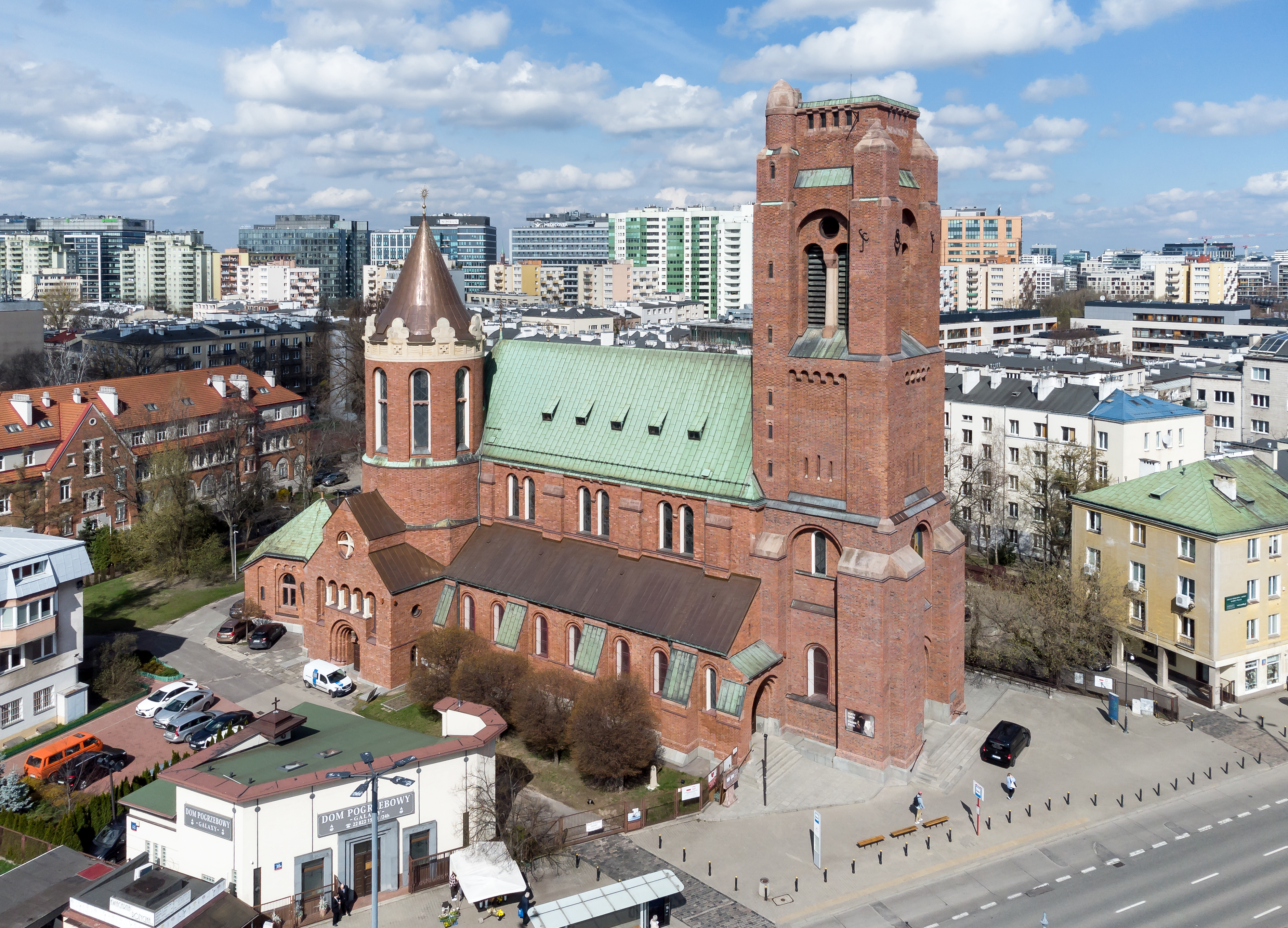
Kościół Niepokalanego Poczęcia Najświętszej Maryi Panny na placu Narutowicza

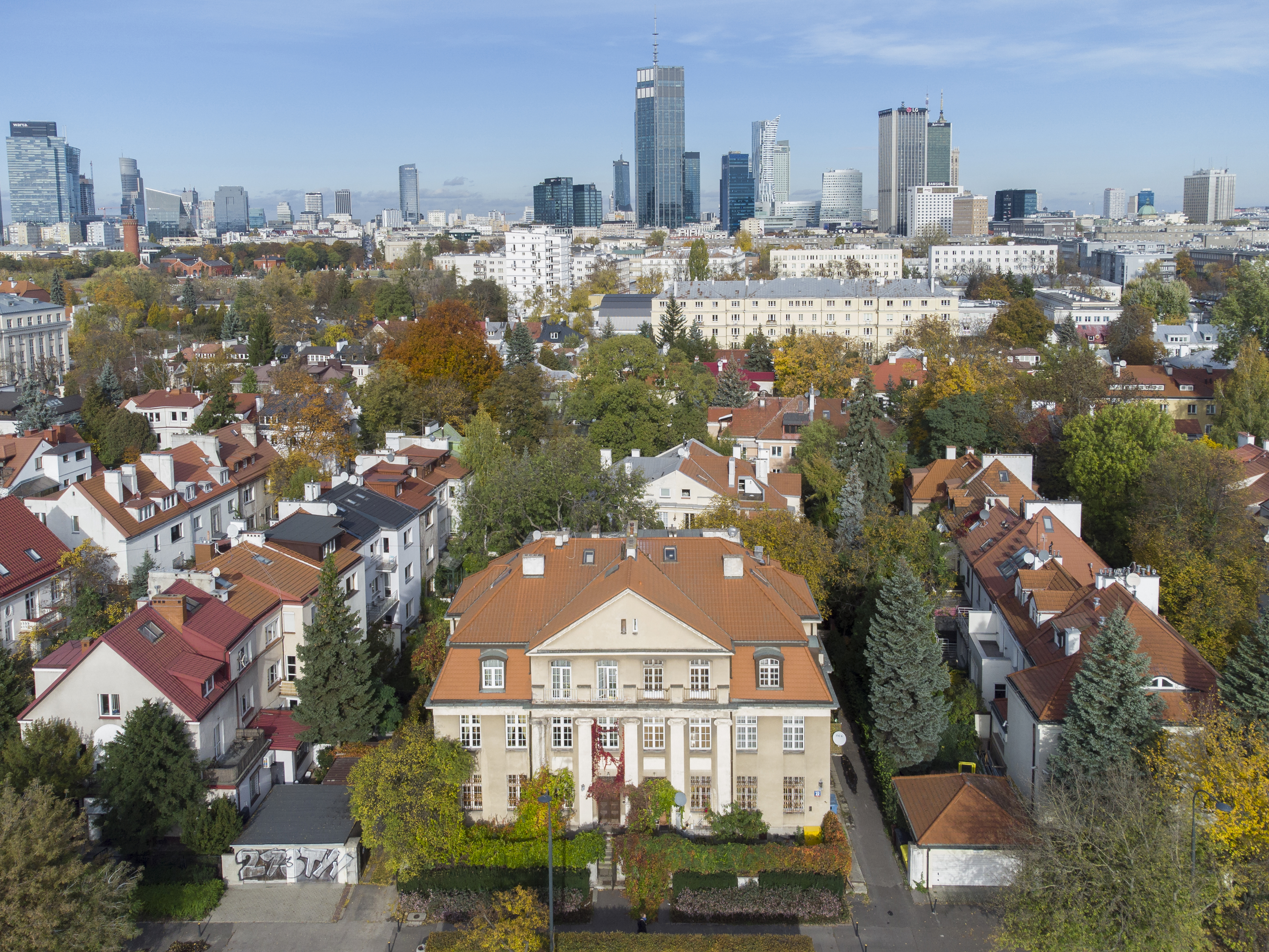
Kolonia Staszica

- kościół Niepokalanego Poczęcia Najświętszej Maryi Panny (popularnie nazywany kościołem św. Jakuba od patrona związanej z nim parafii)
- gmach Izb Rzemieślniczych im. św. Antoniego, tzw. Antonin (ul. Barska 4)
- kościół Dzieciątka Jezus przy parafii rzymskokatolickiej św. Alojzego Orione (ul. Lindleya 12)
- budynek XXI Liceum Ogólnokształcącego im. Hugona Kołłątaja (ulica Grójecka 93)
- obelisk przy ulicy Lindleya
- kamienica Mikołaja Szelechowa (Aleje Jerozolimskie 85)
- kamienica Stanisława Rostkowskiego (Aleje Jerozolimskie 99)
- kamienica (ulica Dorotowska 7)
- dom dochodowy Pocztowej Kasy Oszczędności (ulica Filtrowa 68)
- dom administracyjno-mieszkalny Fabryki Wyrobów Tytoniowych Państwowego Monopolu Tytoniowego (ulica Kaliska 1)
- budynek kuchni i pralni szpitalnej (ulica Lindleya 4)
- willa (ulica Mianowskiego 3)
- kamienica (ulica Mianowskiego 15) – Reduta Wawelska
- kamienica (ulica Niemcewicza 5A)
- willa z ogrodem (ulica Raszyńska 48) – Kolonia Lubeckiego
- kamienica (ulica Tarczyńska 8)
- kamienica (ulica Uniwersytecka 1) – Reduta Wawelska
- gmach admiralicji (ulica Wawelska 7)
- dom z ogrodem (ulica Wawelska 32)
- kamienica (ulica Wawelska 60) – Reduta Wawelska
- Reduta nr 54 („Reduta Ordona”), ul. Na Bateryjce

## Pomniki i upamiętnienia
- Barykada Września 1939
- Pomnik Lotnika
- Pomnik Gabriela Narutowicza
- Pomnik Marii Skłodowskiej-Curie

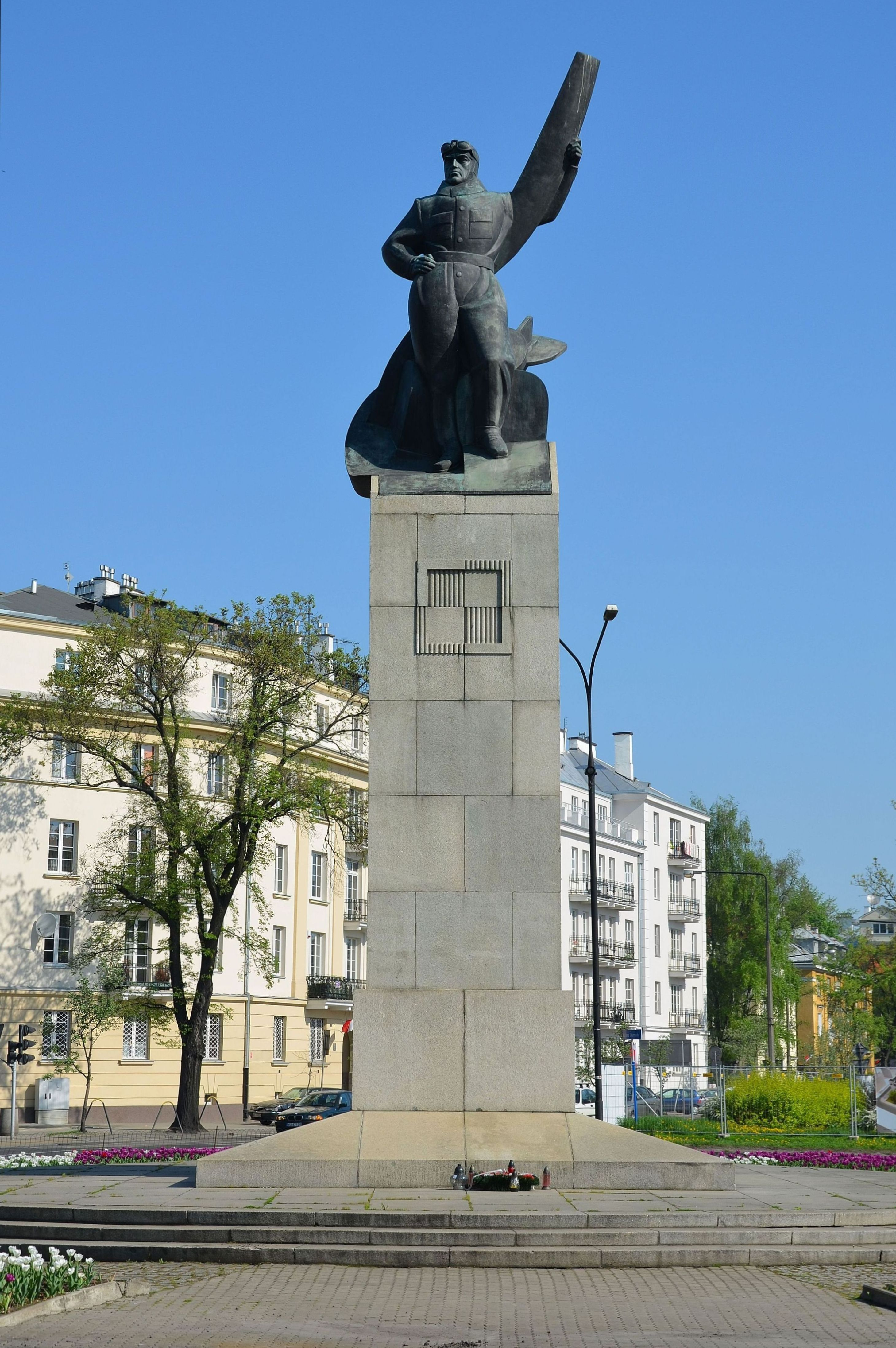
Pomnik Lotnika

- Obrońcom Reduty Ordona 1831 – ul. Mszczonowska, róg ul. Włochowskiej
- Pomnik Lotników Angielskich – rondo Zesłańców Syberyjskich
- Pomnik Alojzego Orione – ul. Barska
- Obelisk przy ulicy Lindleya
- Pomnik Szczęśliwego Psa
- Rzeźba z piaskowca „W hołdzie macierzyństwu” – ul. Białobrzeska, róg ul. Opaczewskiej
- Obelisk Dobrego Maharadży Digvijaysinhji – ul. Opaczewska
- Pomnik pierwszego dyrektora Lasów Państwowych Adama Loreta – ul. Grójecka, róg ul. Racławickiej

Ponadto na terenie dzielnicy znajduje się kilka głazów i kilkadziesiąt tablic, głównie upamiętniających znane osoby mieszkające na Ochocie i ofiary II wojny światowej.

## Parki

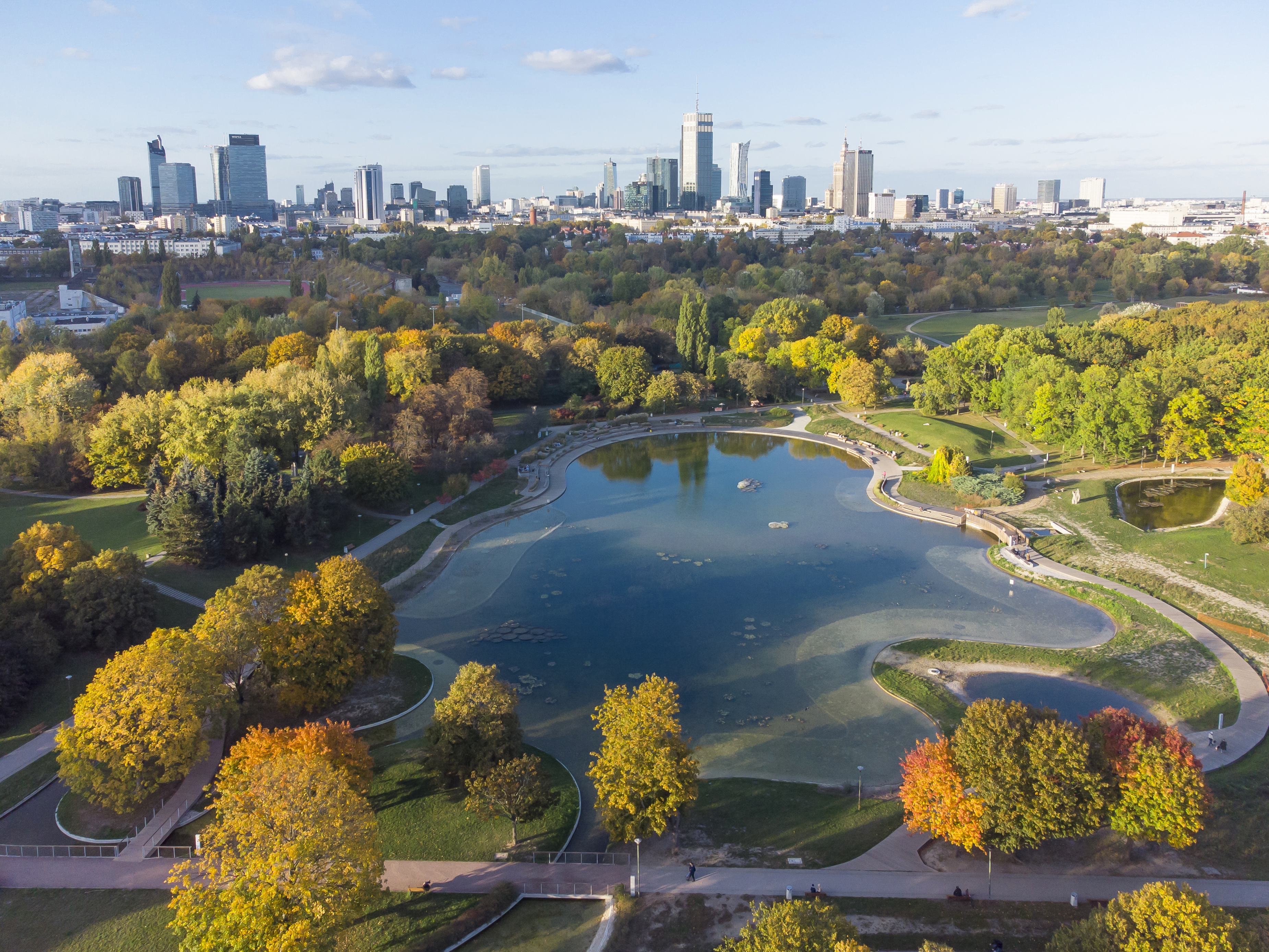
Pole Mokotowskie

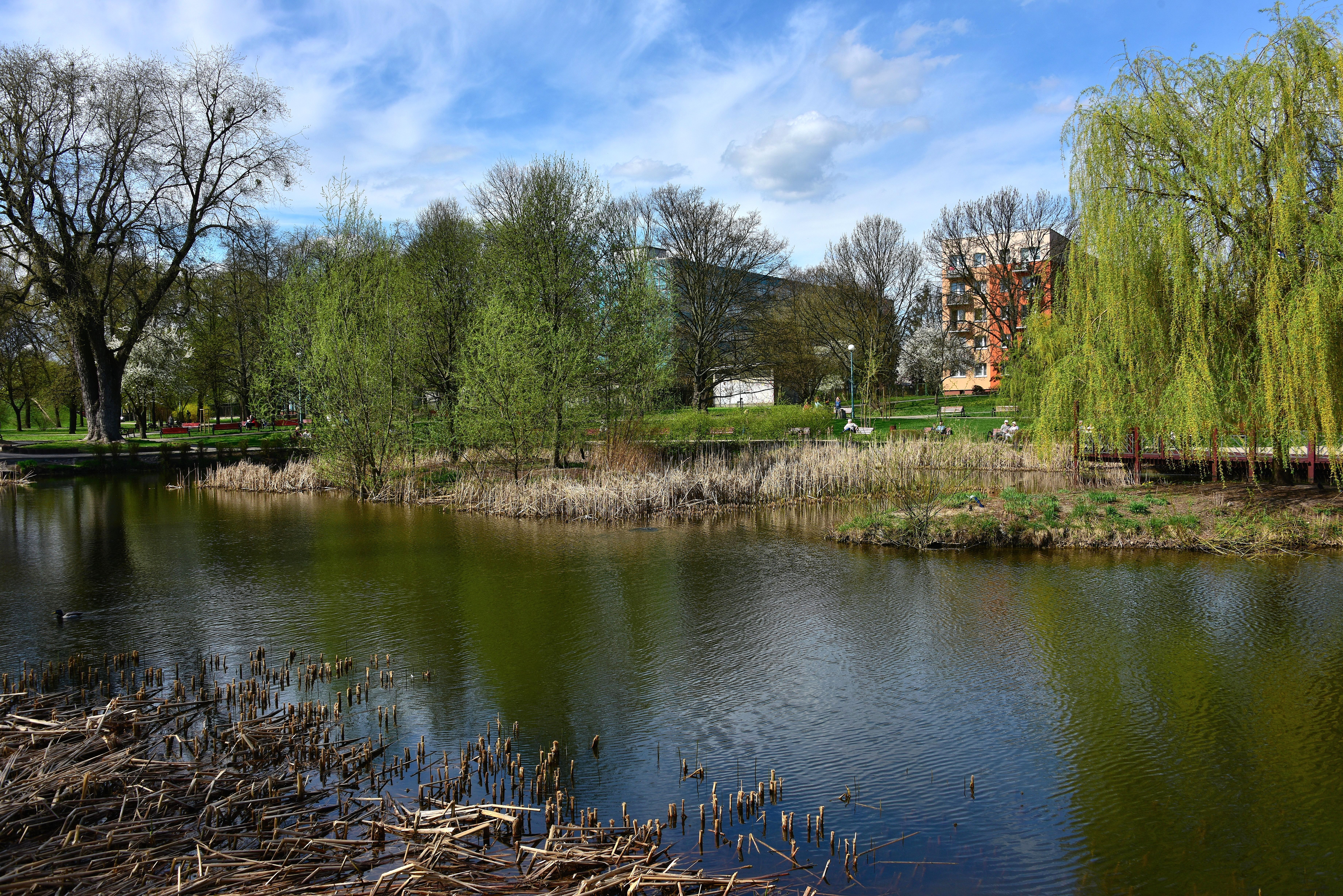
Park Zasława Malickiego

Na terenie Ochoty znajduje się 10 obszarów zieleni miejskiej:
- Forty Rakowiec (pozostałości obszaru umocnionego „Rakowiec”) przy ul. Korotyńskiego – 4,84 ha
- Park im. Zasława Malickiego przy ul. Wiślickiej, ze Stawem Rakowieckim – 5,96 ha
- Park im. Marii Skłodowskiej-Curie przy ul. Wawelskiej – 2,16 ha
- Park Szczęśliwicki przy ul. Włodarzewskiej z trzema gliniankami, Całorocznym Stokiem Narciarskim „Szczęśliwice”, basenem i in. – 30,11 ha
- Pole Mokotowskie przy ul. Żwirki i Wigury, w obrębie Ochoty znajduje się 48,61 ha, tj. ponad ⅔ parku.
- Zieleniec Wielkopolski przy ul. Filtrowej – 3 ha
- Skwer Dobrego Maharadży[29] (pomiędzy dwiema nitkami ul. Opaczewskiej) – 2,69 ha
- Skwer im. Alfonsa Grotowskiego przy ul. Lindleya – 1,76 ha
- Skwer im. Sue Ryder przy ul. Krzyckiego – 2 ha
- Park Zachodni przy rondzie Zesłańców Syberyjskich – 9 ha.

Poza tym występuje kilka mniejszych skwerów, jak również miejsca zieleni niezorganizowanej (np. Fort Szczęśliwice). Na Ochocie nie zachował się żaden las.

## Inne obiekty
- Biblioteka Narodowa
- Biblioteka Publiczna
- Archiwum Akt Nowych
- Teatr Ochoty
- Och-Teatr
- Ośrodek Kultury Muzułmańskiej
- Hala Kopińska
- Targowisko Banacha

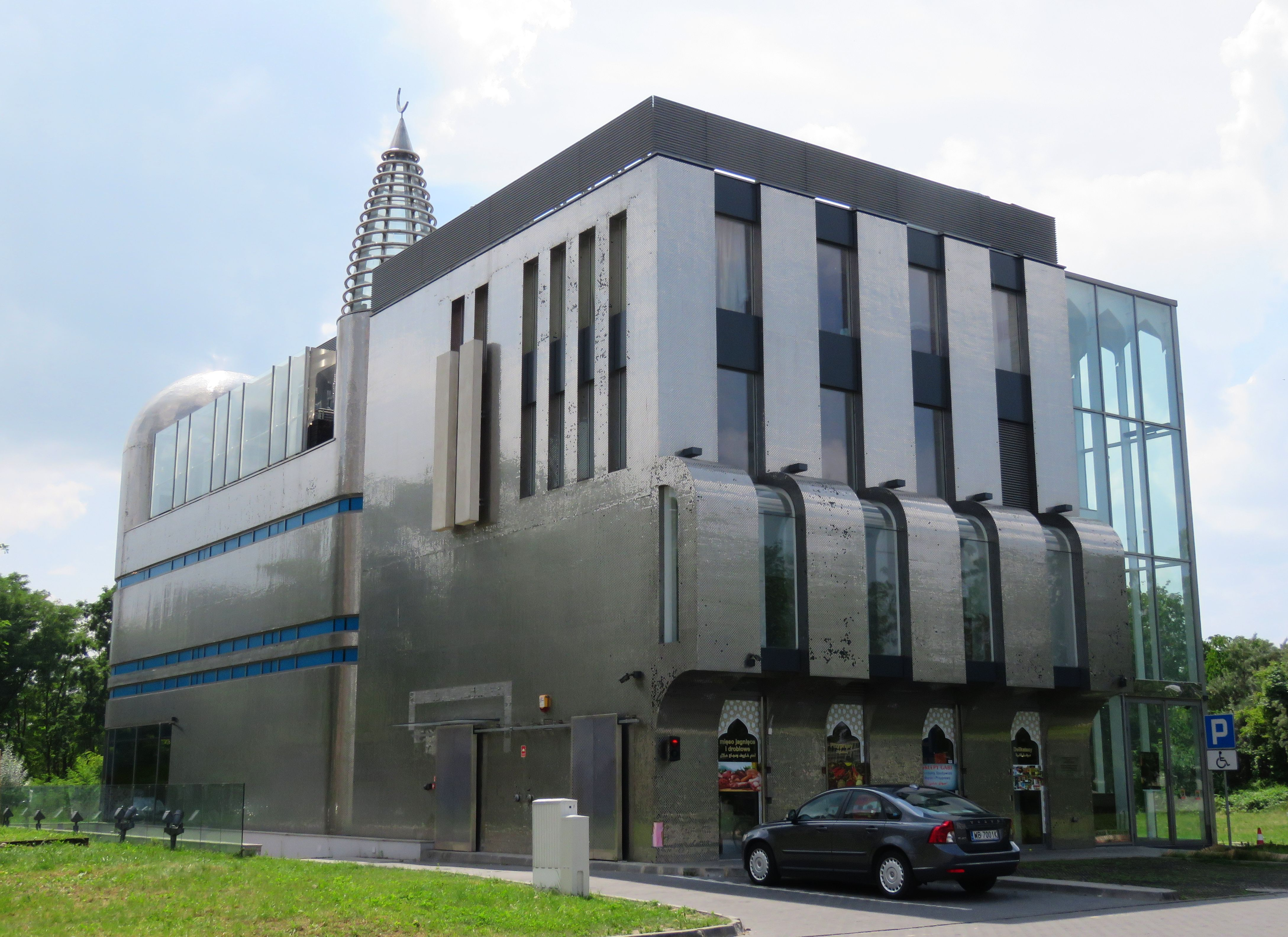
Ośrodek Kultury Muzułmańskiej z meczetem, budowany w sąsiedztwie terenu, na którym prawdopodobnie znajdowała się Reduta Ordona.

- Narodowy Instytut Onkologii im. Marii Skłodowskiej-Curie – Państwowy Instytut Badawczy
- Centralny Szpital Kliniczny Warszawskiego Uniwersytetu Medycznego